# Ryan Mendez
Ryan Mendez (/'raɪən 'mɛndəz/; Detroit, 1º settembre 1980) è un musicista statunitense, chitarrista degli Yellowcard, di cui è stato membro dal 2005, dopo aver rimpiazzato Benjamin Harper, fino allo scioglimento del gruppo..

## Carriera
La prima band in cui Ryan suona sono gli Staring Back, un gruppo punk rock di Goleta formato nel 1997 assieme ad alcuni compagni della high school, con cui nel 1999 fa uscire un primo EP, chiamato The Mean Streets of Goleta. Nel 2001 invece tramite Lobster Records gli Staring Back pubblicano il primo album, Many Will Play, seguito l'anno successivo da On, disco supportato dalla band attraverso la partecipazione all'intero Warped Tour 2002.
L'avventura della band termina nel 2005: gli Yellowcard annunciano il divorzio con il chitarrista Benjamin Harper, che era stato tra i membri fondatori della band nel 1997, per divergenze artistiche con il resto del gruppo. Ryan è da tempo amico del violinista degli Yellowcard Sean Mackin e lo chiama per invitarlo al suo matrimonio, ma quest'ultimo gli offre in cambio un posto come chitarrista nella band e Ryan lascia quindi gli Staring Back per entrare negli Yellowcard il 6 agosto del 2005. Il cambio di chitarrista è aspramente criticato dai fan degli Yellowcard, perché Harper era il membro più in vista e popolare della band, ma il cantante Ryan Key spiega che le uniche scelte possibili erano la fine della band oppure continuare con un nuovo chitarrista, e dato che dopo i primi concerti sembravano esserci tutte le premesse per costruire una solida relazione con Mendez, la scelta è ricaduta su di lui come nuovo chitarrista ufficiale. Mendez e gli Yellowcard si conoscevano già da tempo, da quando questi ultimi si erano trasferiti in California nel 1999 per cercare di ottenere un contratto con la Lobster Records. Nonostante la fredda accoglienza, con il tempo Ryan riesce a farsi accettare dal fanbase della band, con cui partecipa a svariati tour di supporto a Lights and Sounds, l'album uscito nel 2006 che fa da seguito al successo di Ocean Avenue. A dispetto delle buone vendite iniziali, tuttavia, il disco non ottiene lo stesso successo del precedente e si ferma a circa 315 000 copie vendute, contro i 2 milioni di Ocean Avenue.
Il disco successivo, Paper Walls, è il primo al quale Ryan partecipa nella scrittura e nella progettazione, ed esce a luglio del 2007, ma anch'esso non ripete il successo che la band aveva avuto in passato. Ad inizio 2008, così, la band decide di prendersi un periodo di pausa per concentrarsi sulle proprie vite private e riordinare le idee. Ryan Key crea un nuovo progetto chiamato Big If assieme a Sean O'Donnell (ex Reeve Oliver), e Mendez collabora con loro suonando la chitarra in studio e partecipando al processo di creazione delle canzoni. A fine 2010 viene annunciato che gli Yellowcard hanno deciso di riunirsi e stanno lavorando per un nuovo album. Quest'ultimo esce nel 2011 attraverso l'etichetta Hopeless Records ed è intitolato When You're Through Thinking, Say Yes. L'album riceve critiche molto positive ed è accolto con un discreto successo commerciale. A fine anno esce anche una versione acustica dell'album, cui hanno lavorato Ryan assieme al violinista Sean Mackin ed al cantante Ryan Key. Il 2012 vede invece l'uscita di Southern Air, ottavo lavoro della band.
Nel 2013 gli Yellowcard pubblicano una riedizione acustica di Ocean Avenue, l'album che li ha lanciati, per celebrarne il decimo anniversario. Nel 2014 Mendez si esibisce al basso con gli All Time Low nello show inaugurale del Warped Tour in sostituzione di Zachary Merrick, impegnato ad un matrimonio.

## Vita privata
Nato a Detroit, non ha mai conosciuto il suo padre biologico (Mendez è infatti il cognome del suo patrigno, con cui sua madre si è sposata 5 anni dopo la nascita di Ryan). Dal Michigan si è poi trasferito con la madre nella Carolina del Sud, pur ritornando ogni estate nella città natale dove viveva ancora il resto della sua famiglia. Si è in seguito trasferito a Goleta, in California, dove ha frequentato la Dos Pueblos High School. Dopo la pausa che gli Yellowcard hanno preso nel 2008, è andato a vivere con la moglie a Tempe, in Arizona, dove la moglie stava frequentando un master di architettura. Ha una sorella più giovane di lui, nata dall'unione di sua madre ed il suo patrigno. Oltre all'inglese sa parlare lo spagnolo.
Si è sposato nel 2005, appena due settimane prima di partire per il primo tour con gli Yellowcard, con Charlene, un'amica di lunga data dai tempi della high school.
È un grande appassionato di sport, in particolare hockey su ghiaccio e calcio. Segue anche football americano e basket. È tifoso dei Detroit Red Wings ed ha ammesso che quando deve suonare durante una partita, si fa comunicare gli aggiornamenti sul match da un tecnico della band nella pausa tra una canzone e l'altra. Il 23 agosto 2014 ha partecipato ad una partita benefica di softball organizzata dalla Joe Kocur Foundation for Children.

## Discografia

### Con gli Staring Back
- 1999 - The Mean Streets of Goleta (EP)
- 2001 - Many Will Play
- 2002 - On

### Con gli Yellowcard

#### Album in studio
- 2006 – Lights and Sounds
- 2007 – Paper Walls
- 2011 – When You're Through Thinking, Say Yes
- 2011 – When You're Through Thinking, Say Yes (Acoustic)
- 2012 – Southern Air
- 2013 – Ocean Avenue Acoustic
- 2014 – Lift a Sail
- 2016 – Yellowcard

#### Album dal vivo
- 2008 – Live from Las Vegas at the Palms

#### Raccolte
- 2011 – Greatest Hits
- 2011 – Greatest Hits Tour Edition

### Come produttore
- 2011 – Yellowcard, When You're Through Thinking, Say Yes (Acoustic)
- 2013 – Like Torches, Keep Your Head High
- 2013 – Yellowcard, Christmas Lights (cover dei Coldplay)